# Audi e-tron

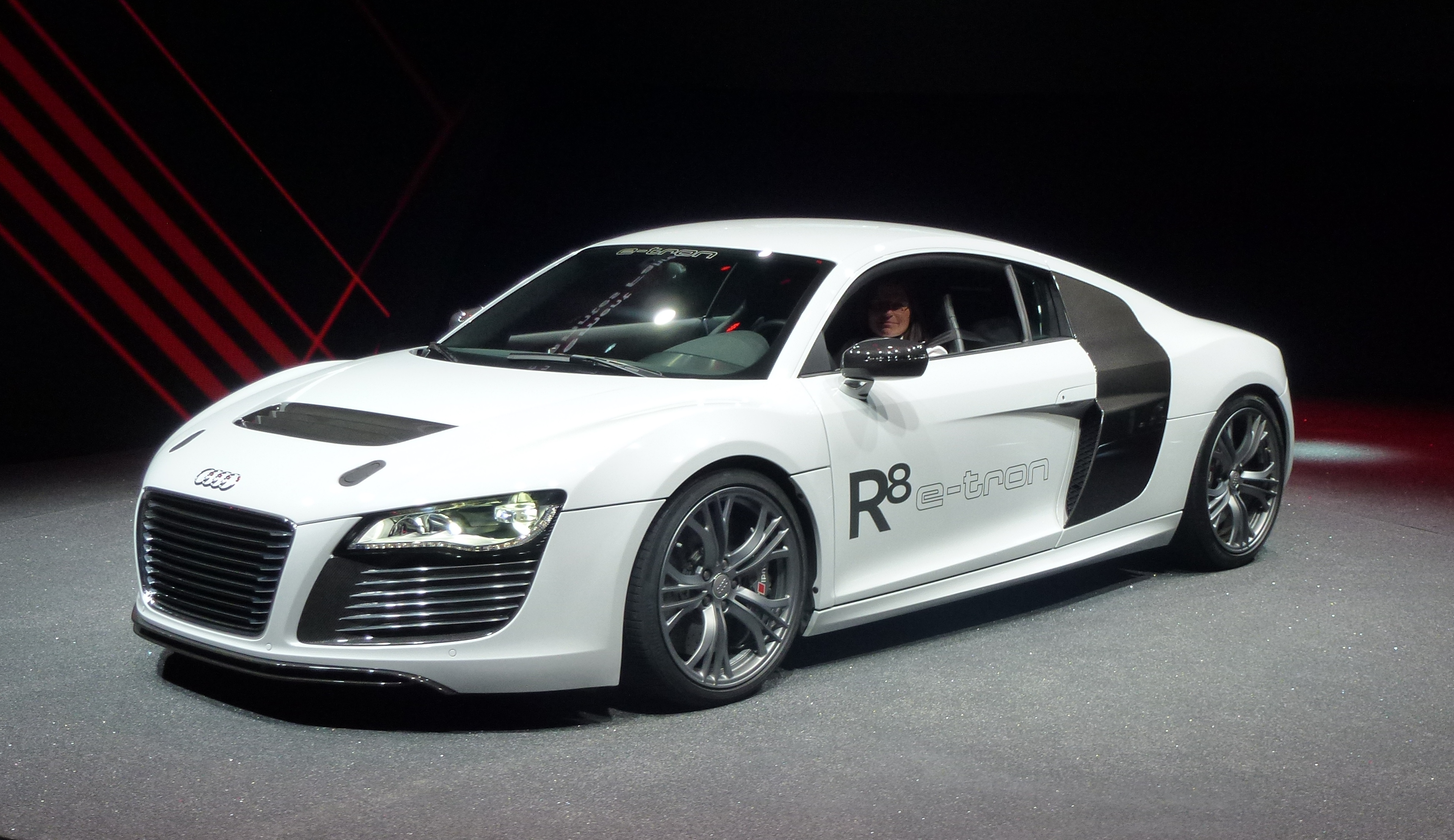
Audi R8 e-tron op de IAA 2011

Audi e-tron is de verzamelnaam voor een reeks elektrisch aangedreven conceptauto's van de Duitse autofabrikant Audi. De eerste e-tron werd in 2009 voorgesteld, sindsdien zijn er vijf verschillende prototypes verschenen. De serieproductie is sinds 2018 toevertrouwd aan Audi Brussels.

## Versies

### e-tron (IAA)

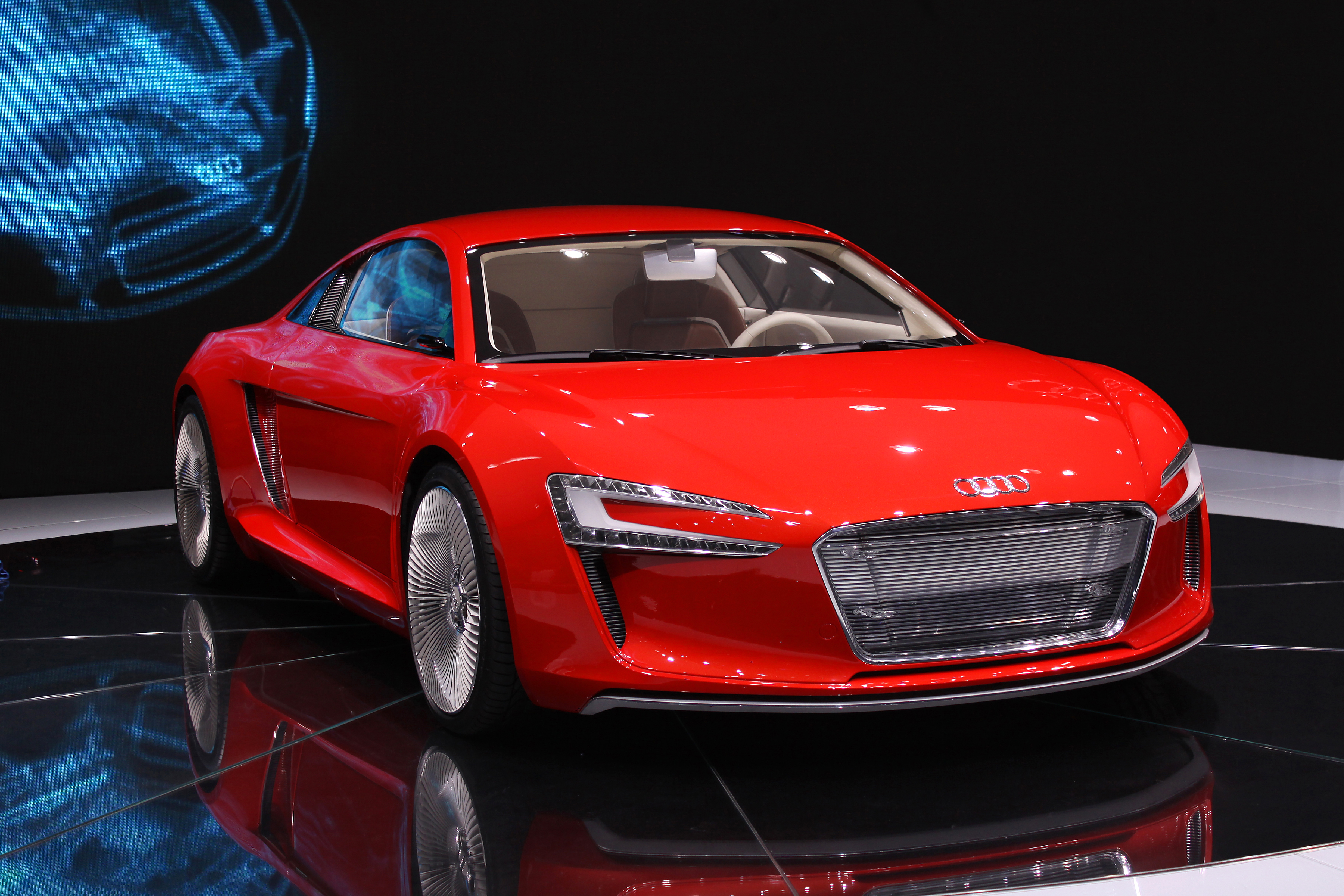
Audi e-tron op de IAA 2009

Op de IAA in Frankfurt 2009 werd de eerste e-tron-conceptauto voorgesteld, een tweezitter met de styling van de Audi R8 aangedreven door vier elektromotoren. Elke motor drijft een wiel aan waardoor de e-tron vierwielaandrijving heeft. Het gezamenlijke vermogen komt uit op 230 kW (313 pk) en een ongekend hoog koppel van 4500 Nm. Dit maakt het mogelijk om in 4,8 seconden van 0 naar 100 km/h te accelereren. Een tussensprint van 60 naar 120 km/h wordt gedaan in 4,1 seconden en de topsnelheid bedraagt 200 km/h. De e-tron heeft een actieradius van 248 km.
Aan boord bevindt zich een 470 kilo zwaar lithium-ion-accupakket dat 42,4 kWh levert en voor de achteras is geplaatst waar normaal de verbrandingsmotor zit (middenmotorconcept). Het totaal gewicht van de e-tron komt uit op 1600 kg. Ongeveer 70% van het vermogen gaat naar de achterwielen en, vanzelfsprekend, 30% naar de voorwielen. Het opladen van het accupakket duurt 6 tot 8 uur in een regulier stopcontact. Met een driefase 400 volt/63 ampère-stopcontact wordt dit verkort tot 2,5 uur.
Om zo veel mogelijk energie te besparen zijn alle lichtunits voorzien van led-technologie. Verder heeft de e-tron een elektronisch remsysteem dat de vrijgekomen energie bij het remmen opvangt.

### e-tron (NAIAS)

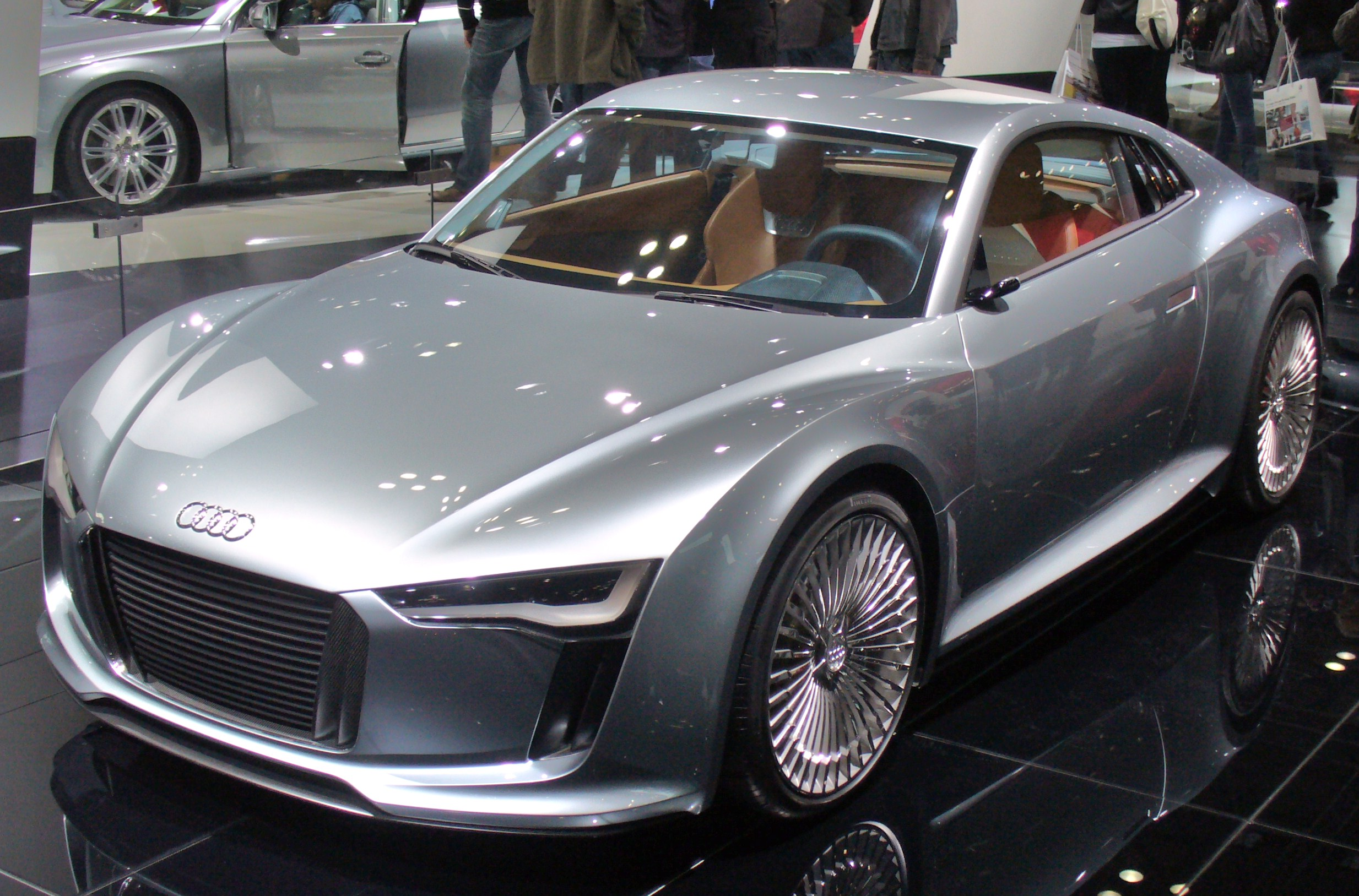
Audi e-tron op de NAIAS 2011

Op de NAIAS 2010 in Detroit werd een vernieuwde e-tron getoond. Dit model is kleiner dan de eerste en heeft slechts twee elektromotoren die de achterwielen aandrijven. Samen leveren ze 150 kW (204 pk) en 2650 Nm koppel. Dit maakt het mogelijk in 5,9 seconden van 0 naar 100 km/h te accelereren. De kleinere e-tron weegt 1350 kg en is daarmee 250 kg lichter dan de eerste. Tevens is hij 33 cm korter. De actieradius met vol accupakket bedraagt ongeveer 250 km.

### A1 e-tron

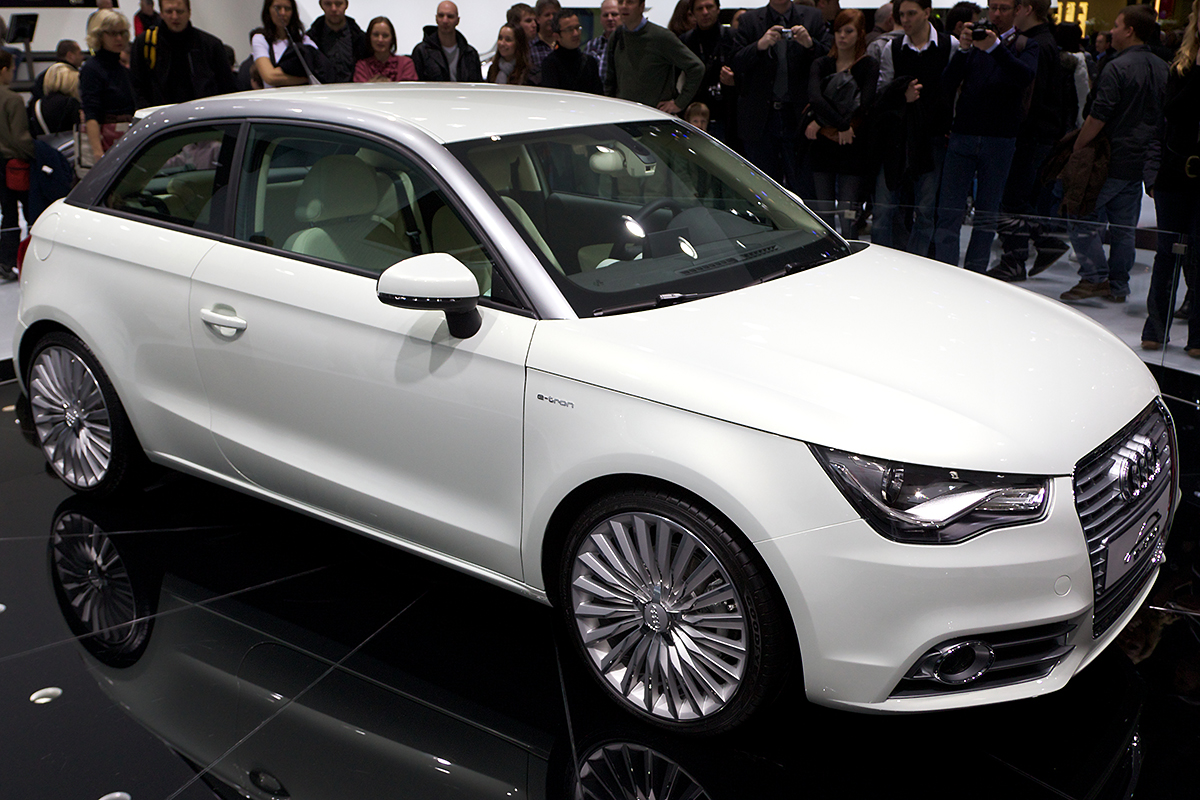
Audi A1 e-tron Autosalon van Genève 2010

Op het Autosalon van Genève 2011 werd de A1 e-tron onthuld, een elektrisch prototype op basis van de Audi A1 met een range extender.

### e-tron Spyder

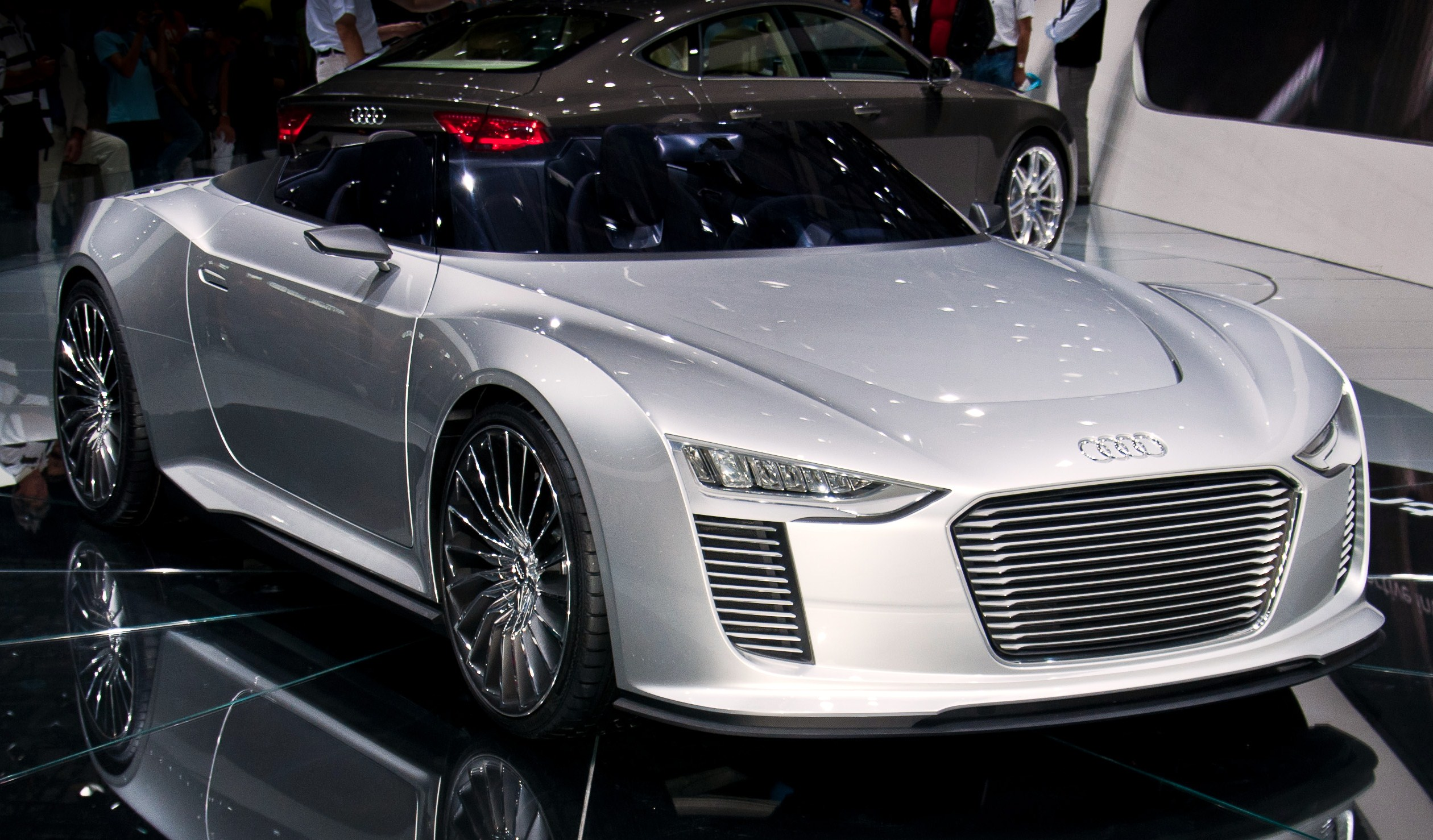
Audi e-tron Spyder op de Mondial de l'Automobile 2010

Op de Mondial de l'Automobile 2010 in Parijs werd de e-tron Spyder voorgesteld, een hybride roadster die wordt aangedreven door een dieselmotor en twee elektromotoren. De dieselmotor is een 3.0 V6 biturbo TDI met een vermogen van 221 kW (300 pk) en een koppel van 650 Nm. De elektromotoren beschikken samen over 64 kW (86 pk) en 352 Nm koppel. De dieselmotor is gekoppeld aan de 7-traps DSG versnellingsbak met dubbele koppeling en wordt bijgestaan door de twee elektromotoren. Onder normale omstandigheden gaat ongeveer 75% van het vermogen naar de achterwielen en 25% naar de voorwielen. Dit kan echter variëren naarmate de omstandigheden veranderen.
De e-tron Spyder weegt 1450 kg en doet over een sprint van 0 naar 100 km/h slechts 4,4 seconden. De topsnelheid is begrensd op 250 km/h en volledig elektrisch rijden kan tot een snelheid van 60 km/h, maximaal 50 km ver. Gemiddeld verbruikt de e-tron Spyder 2,2 l/100 km en heeft een CO2-uitstoot van 59 g/km.
Op de North American International Auto Show van 2011 stond een rode variant van de e-tron Spyder tentoongesteld.

### e-tron quattro
In 2011 werd een prototype van een hybride A5 met vierwielaandrijving voorgesteld. De e-tron quattro is voorzien van een 2.0 TFSI-viercilinderturbomotor met een vermogen van 155 kW (211 pk) en een koppel van 350 Nm, en twee elektromotoren. Het totale vermogen bedraagt 231 kW (314 pk).
De verbrandingsmotor drijft samen met één elektromotor de voorwielen aan. Ze zijn gekoppeld aan een zeer compacte 4-trapsautomaat. De tweede elektromotor van 60 kW en 300 Nm is gekoppeld aan de achteras en drijft de achterwielen aan. Waar normaal de cardanas zit, bevindt zich nu het accupakket van 140 kg en lopen de hoogspanningskabels. Het differentieel is geïntegreerd in de rotor van de elektromotor en verdeelt de krachten met Torque Vectoring optimaal over de achterwielen.
De e-tron quattro kan 65 km volledig elektrisch rijden met een snelheid van maximaal 100 km/h. De topsnelheid bedraagt 228 km/h en een sprint van 0 naar 100 km/h wordt in 5,9 seconden voltooid. Het verbruik ligt op 2,7 l/100 km en de CO2-uitstoot bedraagt 64 g/km. Om gewicht te besparen is de carrosserie van aluminium en de motorkap van koolstofvezel. Hierdoor is het gewicht van 1600 kg vergelijkbaar met dat van een reguliere A5.

### A3 e-tron Plug-in Hybrid
Twee jaar nadat een conceptversie op het autosalon van Sjanghai werd voorgesteld lanceerde Audi in 2014 de A3 e-tron als hun eerste (semi-)elektrisch productiemodel. Hij is gebaseerd op de Audi A3 en beschikt over een elektromotor van 76 kW die samen met een 1.4 TFSI verbrandingsmotor voor een systeemvermogen van 152 kW en systeemkoppel van 350 Nm zorgt. Hiermee accelereert de A3 e-tron in 7,6 seconden van 0 naar 100 km/h en haalt een topsnelheid van 222 km/h. Het 8,8 kWh accupakket zorgt voor een zuiver elektrische actieradius van 50 km die tot 940 km oploopt wanneer beide motoren gecombineerd werken. Dit resulteert in een normverbruik van 1,5 l/100 km en een gecombineerde CO2 uitstoot van 35 g/km.

### R8 e-tron
Op de autosalon van Genève heeft Audi in 2015 een productieversie van het oorspronkelijk e-tron concept voorgesteld. Net zoals de conceptauto uit 2009 is de productieversie gebaseerd op de conventioneel gemotoriseerde R8 sportwagen. De verbrandingsmotor maakt echter plaats voor 2 elektromotoren op de achteras die tezamen een vermogen van 340 kW en 920 Nm aan koppel leveren waardoor de auto in 3,9 seconden kan accelereren tot 100 km/h. Dankzij een accupakket van 92 kWh heeft de wagen een normatief rijbereik van 450 km.
De elektrische R8 was kort leverbaar maar werd vanwege gebrek aan belangstelling na korte tijd uit productie gehaald.